# Ligne Wagner
La ligne Wagner est une ligne fortifiée, faisant partie des fortifications russes pendant l'invasion de l'Ukraine construite à l'Est de l'Ukraine par le groupe paramilitaire Wagner dans le cadre de la guerre en Ukraine.

## Contexte
Le 19 octobre 2022, Evguéni Prigojine, le chef du groupe paramilitaire Wagner, a annoncé avoir lancé la construction d'une ligne de défense.
L’objectif est d'empêcher les troupes ukrainiennes de progresser vers la région de Louhansk, dans l'est de l'Ukraine, annexée par la Russie en septembre 2022,.
Selon les médias russes, il s’agit d'une « deuxième ligne de défense au cas où les forces armées ukrainiennes tenteraient de percer dans cette région. »,
Dans un rapport daté du 21 novembre, le ministère britannique de la Défense estimait que Moscou priorisait la construction de positions défensives sur la ligne Svatove-Kreminna.

## Structure
La ligne est composée de deux doubles rangées de blocs de bétons pyramidaux appelés « dents de dragon », destinés à bloquer les chars,,,. En arrière, se trouve une large tranchée destinée à empêcher le passage des chars.
Entre ces deux rideaux défensifs, une tranchée profonde et des postes de tirs complète le dispositif. On ne sait pas si la ligne dispose de mines.
Le projet prévoit environ 200 kilomètres de fortifications dans l'est de l'Ukraine, jusqu'à la frontière russe,,. La ligne doit s'étendre sur un axe sud-nord partant de la ville de Svitlodarsk, longeant la ligne de front jusqu'à la rivière Donets, puis former un angle aigu en repartant vers l'est, suivant le tracé de la rivière jusqu'à la frontière.
Andrey Bogatov, autre dirigeant du groupe Wagner, a déclaré que la ligne avait également commencé à être construite dans l’oblast de Belgorod, en territoire russe.

## Efficacité
Plusieurs experts ont remis en cause l'efficacité de la ligne.
Pour Xavier Tytelman, observateur du conflit et consultant en défense, « Les dents de dragon devraient être en partie enterrées de manière à ne laisser dépasser que la pointe. Là il suffit d’un simple bulldozer blindé pour les retourner. ».
Selon le gouverneur de l'oblast de Louhansk, Serhiy Haidaï, seuls 2 km auraient été construits à ce jour,. La chaîne ABC considère — via l'étude de photo satellites — que 12 km ont été construits.
Selon l'Institut pour l'étude de la guerre, l’extension proposée par Prigojine de la ligne Wagner vise à défendre la frontière entre l’oblast de Belgorod et les oblasts ukrainiens de Soumy, Kharkiv et Louhansk, mais « ne couvrirait pas le nord de l’oblast de Louhansk jusqu’à la ligne de contact avec les territoires occupés, ce qui la mettrait en contradiction avec les promesses du Kremlin de défendre toute la région de Louhansk ».
Les dents de dragons ne sont pas enterrées ni camouflées, ce qui, selon un article de la BBC, limite grandement leur efficacité.
On peut également noter que la ligne ne protège pas la ville de Severodonetsk occupée par les forces russes. Les autorités locales de Belgorod ont déjà demandé au groupe Wagner d’arrêter la construction des tranchées.
Des journalistes de Defense Express ont également avancé que la construction de cette ligne pourrait correspondre à une opération de blanchiment d'argent.